# Mule Keys

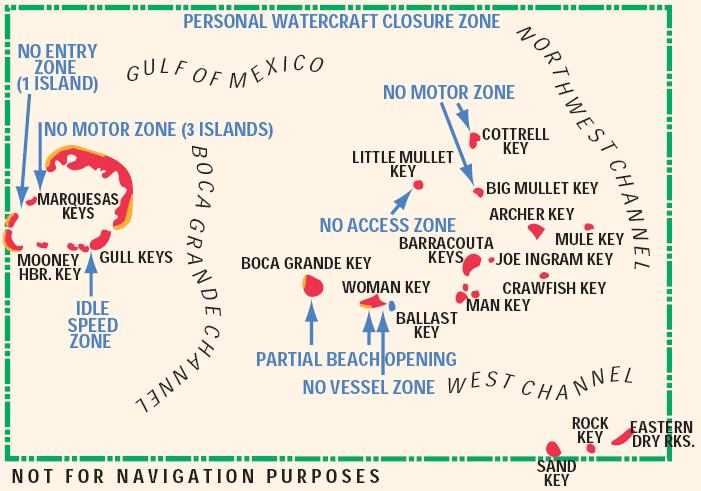
Carte situant les Mule Keys

Mule Keys est un ensemble de petites îles dans les Keys de Floride, rattachées administrativement au comté de Monroe.
L'archipel se situe entre 5 et 19 km à l'ouest de Key West, et fait partie du Refuge faunique national de Key West.

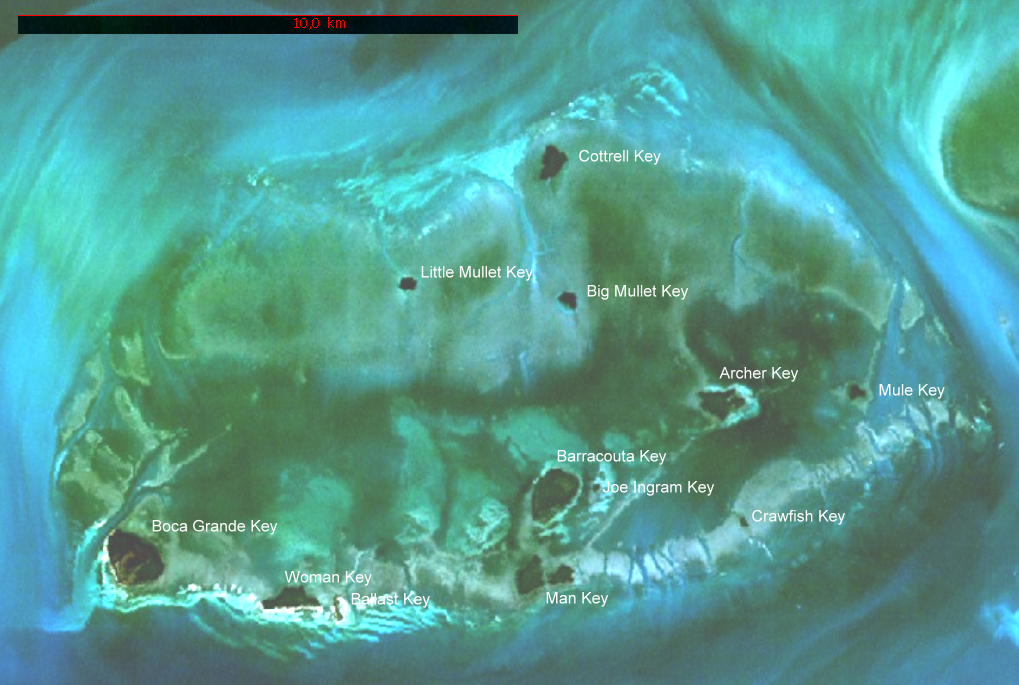
Photo satellite des Mule Keys (NASA).

| Île                 | superficie (m2) | surface en eau (m2) | surface Totale (m2) | Coordonnées                      | Commentaire                        |
| ------------------- | --------------- | ------------------- | ------------------- | -------------------------------- | ---------------------------------- |
| Mule Key (en)       | 52169           | -                   | 52169               | 24° 33′ 43,2″ N, 81° 51′ 42,4″ O | La plus à l'est                    |
| Archer Key          | 247136          | -                   | 247136              | 24° 33′ 43,2″ N, 81° 53′ 23,3″ O | Actuellement deux ilots distincts  |
| Crawfish Key (en)   | 17125           | -                   | 17125               | 24° 32′ 19,4″ N, 81° 53′ 01,6″ O |                                    |
| Barracouta Key      | 482627          | 57221               | 539848              | 24° 32′ 38,5″ N, 81° 55′ 17,5″ O | Incluant un petit îlot au sud      |
| Joe Ingram Key (en) | 482627          | -                   | 539848              | 24° 32′ 43,9″ N, 81° 54′ 45,4″ O | La plus petite                     |
| Man Key             | 358808          | -                   | 358808              | 24° 31′ 40,3″ N, 81° 55′ 38,5″ O | Actuellement trois ilots distincts |
| Ballast Key         | 46801           | 4741                | 51542               | 24° 31′ 23″ N, 81° 57′ 51,1″ O   | La plus au sud, île privée         |
| Woman Key           | 317669          | -                   | 317669              | 24° 31′ 27,6″ N, 81° 58′ 25,4″ O |                                    |
| Boca Grande Key     | 741228          | 80416               | 821644              | 24° 32′ 04,4″ N, 82° 00′ 18,3″ O | La plus grande, la plus à l'ouest  |
| Little Mullet Key   | 58625           | -                   | 58625               | 24° 34′ 53,8″ N, 81° 57′ 01,9″ O |                                    |
| Big Mullet Key      | 87211           | -                   | 87211               | 24° 34′ 44,5″ N, 81° 55′ 08″ O   |                                    |
| Cottrell Key        | 215943          | -                   | 215943              | 24° 36′ 12,9″ N, 81° 55′ 17,7″ O | La plus au nord                    |
| Mule Keys           | 2625342         | 142378              | 2767720             |                                  |                                    |